# Tiana (Sardenya)
Tiana (en sard, Tìana) és un municipi italià, dins de la província de Nuoro. L'any 2007 tenia 584 habitants. Es troba a la regió de Barbagia di Ollolai Limita amb els municipis d'Austis, Desulo, Ovodda, Sorgono, Teti i Tonara.

## Administració
| Període | Identitat         | Partit        |
| ------- | ----------------- | ------------- |
| 2005-   | Cesarina Marcello | Llista Cívica |